# سیارک ۶۷۳۴
سیارک ۶۷۳۴ (به انگلیسی: 6734 Benzenberg، نامگذاری:1992FB) شش هزار و هفتصد و سی و چهارمین سیارک کشف شده‌است که در ۲۳ مارس ۱۹۹۲ کشف شد.